# Panama (mesto)
Panama (špansko Ciudad de Panamá) je glavno mesto istoimenske države v Srednji Ameriki, ki stoji ob južni (tihomorski) obali Paname, natančneje ob ustju Panamskega prekopa v osrednjem delu države. S 430.299 prebivalci (po popisu leta 2010) je največje naselje v državi. V širšem metropolitanskem območju, ki vključuje še bližnja naselja San Miguelito, Tocumen, Arraiján, Ancón in Balboa, živita dve petini vseh Panamcev.
Mesto Panama je 15. avgusta 1519 ustanovil španski konkvistador Pedro Arias Dávila. Mesto je bilo izhodišče za odprave, ki so osvojile Inkovski imperij v Peruju. Bil je vmesna točka na eni najpomembnejših trgovskih poti na ameriški celini, ki je vodila do sejmov Nombre de Dios in Portobelo, skozi katera je šla večina zlata in srebra, ki ga je Španija izkopala iz Amerike.
Panama je moderno in multikulturno mesto, z gospodarstvom, ki temelji na transportu skozi najprometnejši prekop na svetu in z njim povezanimi storitvami, pomembna pa sta tudi finančni sektor in v manjši meri proizvodnja ter turizem. Med znamenitostmi sta utrjeni mestni jedri iz kolonialnih časov, Panamá Viejo iz leta 1519, ki je bilo leta 1671 porušeno in novejši Casco Viejo iz leta 1674, zdaj obnovljen. Skupaj sta vpisani na seznam Unescove svetovne kulturne dediščine.

## Zgodovina
Mesto je zgodovinsko pomembno kot postojanka na najkrajši kopenski povezavi med Karibskim morjem in Tihim oceanom. Regija je postala zanimiva za Špance v začetku 16. stoletja, ko je Vasco Núñez de Balboa proglasil Pacifik za špansko posest.

### Prvo naselje
Ena od zgodnjih odprav se je utaborila na mestu tamkajšnjega zaselka Panama, kar naj bi v jeziku lokalnega ljudstva Cueva pomenilo »ribiški kraj«. Kasneje se je izkazalo, da je na tem mestu najenostavnejši prehod prek Panamske ožine, zato je Pedro Arias Dávila z dovoljenjem dvora leta 1519 dober kilometer stran ustanovil naselje, ki naj bi postalo izhodišče za nadaljnje osvajalske pohode. 15. avgusta 1519, na praznik Marijinega vnebovzetja, je bil kraj uradno poimenovan Nuestra Señora de la Assunción de Panamá (Naša Gospa vnebovzeta panamska). Kraj se nikoli ni razvil dlje od vojaške postojanke, posebej po tistem, ko je Francisco Pizarro odkril bogastva inkovskega imperija v današnjem Peruju na jugu. Kljub pogostim bojem za nadzor med raznimi poveljniki in uporniki je naselje obstalo in utrdilo svoj pomen kot postojanka na transportni poti, ko so pričele iz Peruja prihajati velike količine srebra. K bogastvu so prispevala tudi bližnja nahajališča zlata in biseri iz Panamskega zaliva. Sčasoma so bila tu vzpostavljena stalna trgovska predstavništva, za fizična dela so Španci uvozili tudi črnske sužnje. Leta 1565 se je sem iz Gvatemale preselil kraljevi tribunal. Naraščajoči promet je pritegnil pozornost Angležev, leta 1572 je tako mladi Francis Drake pričel napadati postojanke na karibski obali, trgovanje pa je bilo ovirano še vse do konca angleško-španske vojne leta 1604. Gospodarstvo je nato znova cvetelo in v prvi polovici 17. stoletja je mesto kljub pogostim požarom, potresom ter drugim nevšečnostim štelo že 8.000 prebivalcev. V desetletjih po tistem pa je pričela moč španskega imperija slabeti, kar se je odražalo tudi v vojaški prisotnosti. Leta 1668 je pričel gusar Henry Morgan napadati španske postojanke na karibski obali in prodrl čez ožino do same Paname ter jo v začetku leta 1671 zavzel. Branilci so pred tem vrgli v zrak zaloge smodnika, zato je večji del mesta pogorel, napadalci pa so preiskali ruševine in kmalu razočarani odšli, saj so Španci že prej odpeljali večino dragocenosti.

### Zametek sodobne Paname
Takoj po odhodu Morganove vojske so se Panamci pod perujsko zaščito in novim kolonialnim upraviteljem Antoniom Fernándezem, ki je prišel iz Cadiza, odločili postaviti novo naselje nekaj kilometrov proti jugozahodu, ob vznožju hriba Ancón, kjer je bila boljša obrambna pozicija. Kljub temu, da se bil Fernándezov naslednik skorumpiran in je prisvojil veliko javnega denarja za izgradnjo svoje palače, je novim naseljencem uspelo do leta 1675 zaščititi svoje položaje v tolikšni meri, da so odvrnili nov večji napad gusarjev ter štiri leta kasneje še enega. Redni napadi so slabo vplivali na trgovanje in tudi trgovske flote iz matične domovine niso več redno prihajale, a so meščani dokončali obrambni obroč. Leta 1739 pa so Angleži v vojni Jenkinsovega ušesa uničili pristanišča na karibski strani, zaradi česar se je španska trgovska pot preusmerila proti južnejšim pristaniščem in Panama je pričela stagnirati.
Vse do konca 18. stoletja število prebivalcev nove Paname ni preseglo tistega iz časov viška starega naselja, mesto pa je prizadelo tudi več hujših požarov. Začetek 19. stoletja je prinesel kratkotrajno oživitev, ko so se zbudile težnje južnoameriških držav po osamosvojitvi, zaradi česar kraljeve ladje niso mogle pristajati v Cartageni, Buenos Airesu in drugih pristaniščih. Panama je zato spet postala postojanka za okrepitve in opremo lojalistov, ki pa so pričeli izgubljati in naposled so se Panamci leta 1821 pridružili upornikom ter postali del Bolívarjeve Republike Gran Colombia. Mesto je leta 1826 gostilo konferenco južnoameriških držav, a je v gospodarskem smislu še vedno stagniralo.
To se je spremenilo ob izbruhu kalifornijske zlate mrzlice leta 1848, ko je bila Panama spet najboljše izhodišče za prišleke iz Evrope. Naval iskalcev zlata je spodbudil gradnjo železniške povezave prek ožine, ki je bila končana leta 1855. V nekaj letih je število prebivalstva poskočilo na več kot 10.000, a je sledilo novo obdobje recesije, ko je bila končana transkontinentalna železniška proga v Združenih državah Amerike. Leta 1881 pa je podjetje Francoza Ferdinanda de Lessepsa obudilo staro zamisel izgradnje ladijskega prekopa prek panamske ožine in pričelo z deli, tako da se je število prebivalstva spet podvojilo, a je nekaj let kasneje znova nastopila kriza, ko so epidemije raznih nalezljivih bolezni zdesetkale delavske vrste in je podjetje bankrotiralo. Prebivalci so se počasi naveličali teh kriznih ciklov, zaradi česar so se pojavile težnje po odcepitvi, a se je realna možnost pokazala šele konec 19. stoletja ob izbruhu kolumbijske državljanske vojne, med katero je tudi Panama postala bojišče.

### Obdobje neodvisnosti
Ko je kolumbijska vlada zavrnila pogodbo z administracijo ameriškega predsednika Theodora Roosevelta za oživitev projekta izgradnje prekopa, so razočarani Panamci 3. novembra 1903 razglasili neodvisnost in jo ob pomoči ameriške vojaške prisotnosti tokrat tudi uveljavili. Nekaj dni kasneje je bila podpisana pogodba o 99-letnem ameriškem najemu vseh transpornih poti. Poleg denarja, ki so ga ZDA plačale za najem, je mestu močno koristila tudi gradnja. Prebivalstvo se je spet več kot podvojilo, zgrajena je bila infrastruktura, ameriški vojaški inženirji pa so izvedli tudi program zatiranja komarjev, ki so povzročali epidemije rumene mrzlice in malarije. Po dokončanju je ladijski promet skozi prekop hitro naraščal in zaradi vedno boljših življenjskih pogojev je v Panamo prihajalo veliko naseljencev iz širše regije in Evrope. Do izbruha druge svetovne vojne je mesto Panama štelo že več kot 110.000 prebivalcev. Vendar pa se je pričelo pojavljati nezadovoljstvo nad ameriško vojaško prisotnostjo in političnim vplivom, Američani so namreč redno posegali v panamsko politiko za zaščito svojih interesov, izrivali domače trgovce ter ovirali širitev mesta.
Po drugi svetovni vojni je bilo stanje nemirno, do leta 1977, ko je bil izposlovan nov sporazum z administracijo Jimmyja Carterja, ohlapna davčna zakonodaja pa je v mesto privabila tudi več mednarodnih finančnih ustanov. Kasneje so se nekatere od njih zapletle v pranje denarja za mamilarske kartele pod zaščito generala Manuele Noriege, kar je bil povod za ameriško invazijo leta 1989. Med boji so bili nekateri deli mesta močneje poškodovani.

## Geografija
Mesto Panamá leži med Tihim oceanom in tropskim deževnim gozdom v severnem delu Paname. Metropolitanski naravni park (Parque Natural Metropolitano), ki se razteza od mesta Panama vzdolž Panamskega prekopa, ima edinstvene vrste ptic in druge živali, kot so tapir, puma in kajman. Na pacifiškem vhodu v prekop je Centro de Exhibiciones Marinas (Morski razstavni center), raziskovalni center za tiste, ki jih zanima tropsko morsko življenje in ekologija, ki ga upravlja Smithsonian Tropical Research Institute.
Tropski gozdovi okoli Paname so ključnega pomena za delovanje Panamskega prekopa, saj mu zagotavljajo vodo, potrebno za njegovo delovanje. Zaradi pomena prekopa za panamsko gospodarstvo so tropski gozdovi okoli prekopa ohranjeni v skoraj nedotaknjenem stanju; prekop je tako redek primer obsežnega inženirskega projekta sredi gozda, ki je pomagal ohraniti ta gozd. Ob zahodni strani prekopa je Parque Nacional Soberanía (Narodni park Suverenosti), ki vključuje botanične vrtove Summit in živalski vrt. Najbolj znana pot v tem narodnem parku je Pipeline Road, priljubljena med opazovalci ptic.[15]
Razgibano pokrajino Paname prepleta skoraj 500 rek. Večina jih ni plovnih; mnogi izvirajo kot hitri visokogorski potoki, vijugajo v dolinah in tvorijo obalne delte. Vendar pa Río Chepo in Río Chagres, obe znotraj meja mesta, delujeta kot vira hidroelektrične energije.
Río Chagres je ena najdaljših in najbolj vitalnih od približno 150 rek, ki se izlivajo v Karibe. Del te reke je bil zajezen, da je nastalo Gatunsko jezero, ki tvori večji del tranzitne poti med zapornicami blizu vsakega konca prekopa. Tako Gatunsko jezero kot jezero Madden (prav tako napolnjeno z vodo iz reke Río Chagres) zagotavljata hidroelektrično energijo nekdanjemu območju Canal Zone. Río Chepo, še en pomemben vir hidroelektrične energije, je ena od več kot 300 rek, ki se izlivajo v Pacifik.

### Podnebje
Po Köppnovi podnebni klasifikaciji ima mesto Panama tropsko savansko podnebje (Köppen Aw), malo bolj suho od tropskega monsunskega podnebja. Letno pade 1900 mm padavin. Mokra sezona se razteza od maja do decembra, suha pa od januarja do aprila. Temperature ostanejo konstantne skozi vse leto, v povprečju okoli 27 °C. Sončna svetloba je v Panami šibka, ker leži v medtropskem konvergenčnem območju, kjer je skoraj neprekinjeno nastajanje oblakov, tudi v sušnem obdobju.
| Podnebni podatki za Panama City (1971–2000)                    | Podnebni podatki za Panama City (1971–2000) | Podnebni podatki za Panama City (1971–2000) | Podnebni podatki za Panama City (1971–2000) | Podnebni podatki za Panama City (1971–2000) | Podnebni podatki za Panama City (1971–2000) | Podnebni podatki za Panama City (1971–2000) | Podnebni podatki za Panama City (1971–2000) | Podnebni podatki za Panama City (1971–2000) | Podnebni podatki za Panama City (1971–2000) | Podnebni podatki za Panama City (1971–2000) | Podnebni podatki za Panama City (1971–2000) | Podnebni podatki za Panama City (1971–2000) | Podnebni podatki za Panama City (1971–2000) |
| Mesec                                                          | Jan                                         | Feb                                         | Mar                                         | Apr                                         | Maj                                         | Jun                                         | Jul                                         | Avg                                         | Sep                                         | Okt                                         | Nov                                         | Dec                                         | Letno                                       |
| -------------------------------------------------------------- | ------------------------------------------- | ------------------------------------------- | ------------------------------------------- | ------------------------------------------- | ------------------------------------------- | ------------------------------------------- | ------------------------------------------- | ------------------------------------------- | ------------------------------------------- | ------------------------------------------- | ------------------------------------------- | ------------------------------------------- | ------------------------------------------- |
| Povprečna visoka temperatura °C                                | 33.4                                        | 34.2                                        | 34.8                                        | 35.4                                        | 34.5                                        | 33.8                                        | 33.9                                        | 33.9                                        | 32.9                                        | 32.6                                        | 32.9                                        | 33.3                                        | 33.8                                        |
| Povprečna nizka temperatura °C                                 | 18.5                                        | 18.4                                        | 18.4                                        | 19.5                                        | 21.1                                        | 21.3                                        | 21.0                                        | 20.9                                        | 21.0                                        | 20.8                                        | 20.3                                        | 19.2                                        | 20.0                                        |
| Povprečna količina dežja mm                                    | 29.3                                        | 10.1                                        | 13.1                                        | 64.7                                        | 225.1                                       | 235.0                                       | 168.5                                       | 219.9                                       | 253.9                                       | 330.7                                       | 252.3                                       | 104.6                                       | 1.907,2                                     |
| Povp. št. deževnih dni (≥ 0.1 mm)                              | 2.9                                         | 1.3                                         | 1.4                                         | 4.9                                         | 15.0                                        | 16.0                                        | 14.0                                        | 15.0                                        | 17.0                                        | 20.0                                        | 16.0                                        | 7.5                                         | 131.0                                       |
| Povp. št. sončnih ur                                           | 228.9                                       | 245.2                                       | 183.9                                       | 173.1                                       | 108.5                                       | 116.3                                       | 106.1                                       | 118.1                                       | 99.2                                        | 103.9                                       | 139.8                                       | 120.5                                       | 1.743,5                                     |
| Vir 1: Svetovna meteorološka organizacija                      |                                             |                                             |                                             |                                             |                                             |                                             |                                             |                                             |                                             |                                             |                                             |                                             |                                             |
| Vir 2: ETESA (podatki o osončenosti iz oporišča Albrook Field) |                                             |                                             |                                             |                                             |                                             |                                             |                                             |                                             |                                             |                                             |                                             |                                             |                                             |

## Demografija
Ožje mesto ima približno 880.691 prebivalcev v 23 okrožjih. Prebivalci Panama Cityja se običajno imenujejo capitalinos in vključujejo veliko število Afro-Panamcev, mesticev 70 %, Indijancev in mešancev (zahodnoindijski) 14 %, belcev 10 %, Indijancev 6 %. V mestu obstaja velika kulturna raznolikost, ki se poleg španščine kaže v široki paleti običajnih jezikov, kot so nemščina, portugalščina, francoščina, arabščina, kitajščina, hebrejščina in angleščina.

## Mednarodne povezave
Panama ima uradne povezave (pobratena/sestrska mesta oz. mesta-dvojčki) z naslednjimi mesti po svetu:
- Charleston, Južna Karolina, ZDA[13]
- Davao City, Filipini[14]
- Fort Lauderdale, Florida, ZDA
- Guadalajara, Mehika
- Imabari, Ehime, Japonska[15]
- Incheon, Južna Koreja
- Kaohsiung, Tajvan
- Liverpool, Anglija, Združeno kraljestvo[16]
- Madrid, Španija[17]
- Medellín, Kolumbija[18]
- Montería, Kolumbija
- San Diego, ZDA
- Taipei, Tajvan

Poleg tega je vključena v združenje iberoameriških glavnih mest, ki povezuje Madrid in 23 glavnih mest držav, ki so bile nekdaj del španskega imperija v Južni ter Srednji Ameriki.

## Mestna pokrajina

### Arhitektura
Stara četrt Paname (ali Casco Viejo, Panama) ima številne arhitekturne sloge, od španskih kolonialnih stavb do francoskih in antilskih mestnih hiš, zgrajenih med gradnjo Panamskega prekopa. V modernejših predelih mesta je veliko stolpnic, ki skupaj tvorijo zelo gosto linijo obzorja. V gradnji je več kot 110 visokih projektov, 127 pa jih je že zgrajenih. Mesto zaseda 45. mesto na svetu po številu stolpnic. The city holds the 45th place in the world by high-rise buildings count.
Puente Centenario , ki prečka Panamski prekop, je skupaj s sedmimi drugimi mostovi v Ameriki prejel nagrado odličnosti Ameriškega inštituta za segmentne mostove.

### Soseske
Mesto leži v panamskem okrožju, čeprav njegovo metropolitansko območje vključuje tudi nekaj naseljenih območij na nasprotni strani Panamskega prekopa. Tako kot v preostali državi je mesto razdeljeno na corregimientos, v katerih je veliko manjših okrožij. Stara četrt, znana kot Casco Viejo, je v corregimiento San Felipe. San Felipe in dvanajst drugih corregimientos tvorijo urbano središče mesta, vključno s Santa Ana, El Chorrillo, Calidonia, Curundú, Ancón, Bella Vista, Bethania, San Francisco, Juan Diaz, Pueblo Nuevo, Parque Lefevre in Río Abajo.

## Gospodarstvo
Gospodarstvo mesta Panama kot gospodarsko in finančno središče države temelji na storitvah in je močno usmerjeno v bančništvo, trgovino in turizem. Gospodarstvo je močno odvisno od trgovinskih in ladijskih dejavnosti, povezanih s Panamskim prekopom in pristanišči v Balboi. Status Paname kot konvergenčnega območja za kapital z vsega sveta zaradi prekopa je mestu pomagal, da se je uveljavilo kot glavna lokacija za offshore bančništvo in davčno načrtovanje. Posledično se je gospodarstvo zanašalo na računovodje in pravnike, ki globalnim korporacijam pomagajo krmariti v zakonodajni pokrajini. Mesto je v zadnjih letih imelo koristi od znatne gospodarske rasti, predvsem zaradi nenehne širitve Panamskega prekopa, povečanja naložb v nepremičnine in razmeroma stabilnega bančnega sektorja. V mestu je okoli osemdeset bank, od tega vsaj petnajst lokalnih.
Mesto Panama je odgovorno za proizvodnjo približno 55 % BDP države. To je zato, ker se večina panamskih podjetij in prostorov nahaja v mestu in njegovem metroju. Je vmesna postaja za druge destinacije v državi, pa tudi tranzitna točka in turistična destinacija sama po sebi.
Turizem je z vidika ustvarjanja prihodkov ena najpomembnejših gospodarskih dejavnosti. Ta sektor gospodarstva je doživel veliko rast od prenosa cone Panamskega prekopa konec 20. stoletja. Število hotelskih sob se je povečalo za več kot desetkrat, s 1400 leta 1997 na več kot 15.000 leta 2013, medtem ko se je število obiskovalcev letno povečalo s 457.000 leta 1999 na 1,4 milijona leta 2011. Stopnja zasedenosti hotelov v mestu je bila vedno razmeroma visoka in je leta 2008 dosegla drugo najvišjo mesto v katerem koli mestu zunaj Združenih držav Amerike, za Perthom v Avstraliji, sledil pa mu je Dubaj. Vendar se je stopnja zasedenosti hotelov od leta 2009 zmanjšala, verjetno zaradi odprtja številnih novih luksuznih hotelov. Več mednarodnih hotelskih verig, kot so Le Méridien, Radisson in RIU, je odprlo ali namerava odpreti nove hotele v mestu [29], skupaj s tistimi, ki so prej delovali pod Marriott, Sheraton, InterContinental in drugimi tujimi in lokalnimi blagovnimi znamkami. Organizacija Trump je leta 2006 zgradila Trump Ocean Club, svojo prvo naložbo v Latinski Ameriki in je najvišja stavba v mestu. Leta 2018 so ga preimenovali v The Bahia Grand Panama po padajoči stopnji zasedenosti, povezani z upadanjem vrednosti blagovne znamke imena Trump. Medtem je postal last JW Marriott. Hilton Worldwide je odprl hotel Hilton Garden Inn v El Cangreju, leta 2013 pa The Panamera, drugi hotel Waldorf Astoria v Latinski Ameriki.
Projekti melioracije zemljišč so ustvarili dodatna nova zemljišča za ceste, stanovanja in razvoj parkov, Cinta Costera.  

## Kraji svetovne dediščine

### Panamá Viejo
Panamá Viejo (»stara Panama«) je ime, ki se uporablja za arhitekturne ostanke monumentalnega zgodovinskega kompleksa prvega španskega mesta, ki ga je 15. avgusta 1519 na pacifiški obali Amerike ustanovil Pedro Arias de Avila. To mesto je bilo izhodišče odprav, ki so leta 1532 osvojile Inkovski imperij v Peruju. Bil je postajališče na eni najpomembnejših trgovskih poti v zgodovini ameriške celine, ki vodi do znamenitih sejmov Nombre de Dios in Portobelo, kjer je šla skozi večina zlata in srebra, ki ga je Španija vzela iz Amerik.

### Casco Viejo ali Casco Antiguo
Zgodovinsko okrožje mesta Panama (znano kot Casco Viejo, Casco Antiguo ali San Felipe), zgrajeno in naseljeno leta 1671 po uničenju mesta Panama Viejo s strani zasebnika Henryja Morgana, je bilo zasnovano kot obzidano mesto, da bi svoje naseljence zaščitilo pred prihodnjimi piratskimi napadi. Unesco ga je leta 2003 uvrstil na seznam svetovne dediščine.
Casco Antiguo prikazuje mešanico arhitekturnih slogov, ki odražajo kulturno raznolikost države: mešanico karibske, republikanske, art deco, francoske in kolonialne arhitekture na območju, ki obsega približno 800 stavb. Večina glavnih spomenikov mesta Panama je v Casco Antiguo, vključno s Salón Bolivar, Narodnim gledališčem (ustanovljeno leta 1908), Las Bóvedas in Plaza de Francia. Veliko je tudi katoliških stavb, kot so metropolitanska stolnica, cerkev La Merced in cerkev sv. Filipa Nerija. Prepoznaven zlati oltar v cerkvi sv. Jožefa je bil eden redkih predmetov, rešenih iz Panama Vieja med gusarskim obleganjem leta 1671. Med obleganjem so ga zakopali v blato in nato skrivaj prepeljali na sedanjo lokacijo.
Cinta Costera 3 v Casco Vieju
Stara četrt je zaradi prenove in gentrifikacije postala ena glavnih turističnih znamenitosti mesta, takoj za Panamskim prekopom. Tako državni kot zasebni sektor delata na njegovi obnovi. Predsednik Ricardo Martinelli je leta 2014 zgradil podaljšek viadukta pomorske avtoceste Cinta Costera, imenovan Cinta Costera 3, okoli Casco Antiguo.
Pred gradnjo projekta Cinta Costera 3 so bili protesti. Velik del polemik v zvezi s projektom je vključeval možnost, da bi Casco Viejo izgubil svoj status svetovne dediščine. 28. junija 2012 je UNESCO odločil, da Casco Viejo ne bo uvrščen na seznam ogroženih območij svetovne dediščine.

## Gallery
- Arhitektura v Casco Viejo (stara četrt)
- Zvonik cerkve sv. Frančiška Asiškega
- Hiša čaščenja Bahá'í
- Plaza Bolivar v Casco Viejo
- Ruševine stare panamske stolnice
- Park Santa Ana
- Cesta, ki povezuje otoke Naos, Perico in Flamenco s celino
- Most Amerik, na pacifiškem vhodu v Panamski prekop
- Palača čapelj, uradna rezidenca in urad predsednika Paname